# Begonia acetosella
Begonia acetosella là một loài thực vật có hoa trong họ Thu hải đường. Loài này được Craib mô tả khoa học đầu tiên năm 1912.